# Amara (Sant Sebastià)

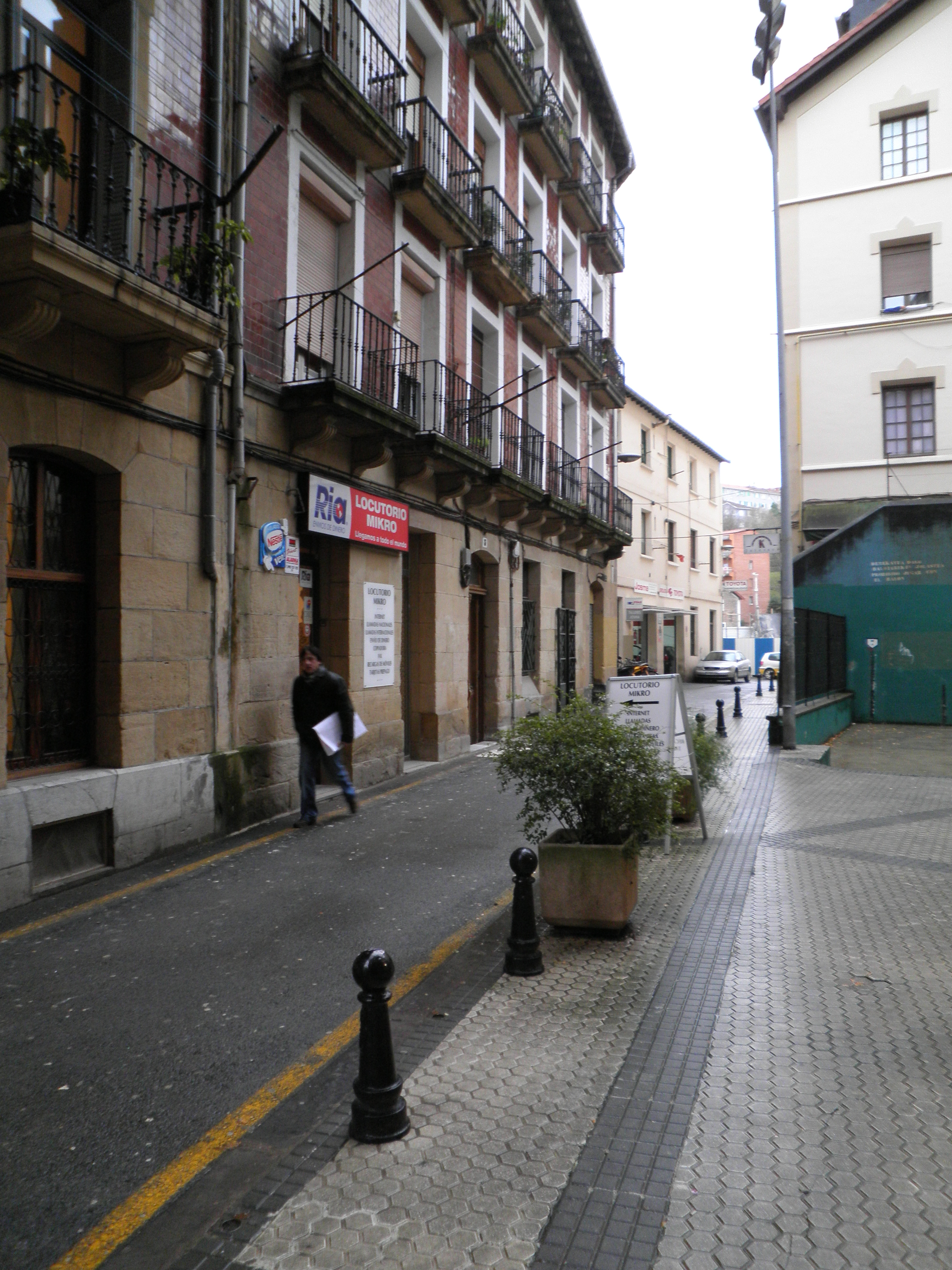
Carrer Arroka

Amara és un dels 17 barris de Sant Sebastià (Guipúscoa), situat al centre de la ciutat. Té una població de 34.642 habitants.

## Història

### Riberas de Santiago i primer Amara
La història del barri d'Amara està vinculada al riu Urumea (aigua fina), que fins fa amb prou feines un segle ocupava gran part del seu actual eixample. El seu territori pertanyia a la desembocadura del riu, que fou dessecat durant els segles xvi i xvii per limitar el curs de les aigües a la vora de l'actual barri i convertir en terres de cultiu les aiguamolls.
Conegut el terreny com a “Riberas de Loyola”, el va dividir la construcció de les vies del ferrocarril en 186, creant-se les anomenades “riberas de Santiago”, per trobar-se al costat del caseriu del mateix nom que se situava a l'actual carrer de Catalina de Erauso. La primera construcció coneguda en les primitives riberes va ser el molí de marea “Errota Berri”, al que van seguir diferents caserius repartits per tota la seva geografia, alguns dels noms de la qual estan presents en les denominacions donades a diferents carrers i places de l'eixample.
Quan en la dècada de 1870 Sant Sebastià va conèixer els límits de l'eixample Cortázar (Albereda-Avinguda), tot el que es va anar guanyant a l'Urumea cap al caseriu Amara (al segle xvi la zona era citada com Amada), que es trobava a l'actual carrer del mateix nom, va ser conegut com a Eixample d'Amara, que va donar pas al barri d'Amara (avui conegut com a Amara Zaharra). Gairebé un segle després, en la dècada de 1950, va començar a dir-se Eixample d'Amara o Amara Berri a la part compresa entre la plaça del Centenari i Anoeta.

### Diferents projectes urbanístics
Documentalment, l'eixample d'Amara comença l'any 1895 quan els arquitectes Nemesio Barrio i José Goicoa presenten a l'Ajuntament una Memòria per recuperar els terrenys, sent el principal obstacle el fet que la major part de l'espai era privat.
Quatre anys més tard seria l'enginyer Marcelo Sarasola qui presentaria un projecte, que va ser aprovat en 1905, per canalitzar l'Urumea entre el pont María Cristina i el Pont de Ferro. L'ambiciosa idea, que suposava retirar les aigües de les riberes de Santiago, va ser seguida per la convocatòria el 1914, d'un concurs per dissenyar l'urbanisme del nou barri seguint les idees presentades l'any anterior per Horacio Azqueta.
Es van presentar dos projectes: el dels arquitectes Horacio Azqueta i José Gurruchaga i el d'Eugenio Vallarino. L'any 1922 es van acceptar tots dos treballs, encara que finalment es va donar prioritat al d'Azqueta i Gurruchaga. De totes maneres, dos anys més tard i ja començades les obres, aquestes van ser paralitzades per l'arquitecte municipal Juan Machimbarrena.
El riu Urumea seria desviat per la seva actual llera l'any 1926, i uns anys més tard es procediria a la convocatòria d'un nou concurs al que es van presentar el mateix Machimbarrena i Gaiztarro. L'aprovació d'aquest projecte en 1940 va suposar l'anul·lació de l'acceptat en 1922.
Els autors de la idea preveien un nou barri amb 20.000 habitants, immens parc, una ciutat jardí al costat de les vies del tramvia, pomes obertes i places porticades amb un quart pont que comunicaria la plaça de Pío XII amb Mundaiz. Però el Pla d'Ordenació Urbana de Sant Sebastià, aprovat en 1962, va modificar el projecte dividint-lo en tres fases molt concretes:
la primera corresponia a l'Avinguda del Stadium (avinguda de Madrid) fins a Anoeta; la segona comprenia la part més propera a l'Urumea i al ferrocarril, i la tercera arribava des de la plaça del Centenari fins a la de Pío XII.

### Primers passos del nou Eixample
Gairebé acabats els anys quaranta del segle xx va poder veure's la primera casa, construïda al costat del baixador del “Topo”, enfront del pas a nivell d'Anoeta, i a continuació, ja en els cinquanta, a partir del parc d'Amara va ser fent-se realitat el nou Eixample.
Aviat van quedar tan sols en el record els circuits internacionals d'Amara destinats a carreres de cotxes i motos o les tradicionals Fires de Sant Joan, que si molts anys enrere ja havien abandonat la plaça del Centenario ara havien de desallotjar l'avinguda de Sancho el Sabio i la plaça de Pío XII per desplaçar-se fins al pont de Ferro…
Els grans premis motoristes de Sant Sebastià van suposar les primeres cites massives de donostiarres en el futur eixample d'Amara, arribant-se a publicar cartes de l'alcalde perquè els empresaris donessin descans als seus obrers i empleats quan hi havia carreres. El circuit, format per l'avui avinguda de Madrid, passeig de Zorroaga, carrer dels Corsarios, passeig de Bizkaia, carrer del Parc, Avinguda de Sancho el Sabio i Plaça de Pío XII, explicava com a protagonista amb el donostiarra Juan Kutz, que pilotant una “*Triumph” competia amb els millors fabricants del moment: “Lube”, “Montesa”, “*Peugeot”, “Guzzi”, “Rudge”, “B.M.W.”, “*Harley”… les proves de “side cars”, per la seva espectacularitat, eren les que despertaven més curiositat.
El caseriu Santiago va ser “engolit” per la nova urbanització, i amb ell els que envoltaven Anoeta, quan en 1950 es va construir la Ciutat Esportiva i vint anys més tard la Variant donostiarra.

### La Ciutat Esportiva
No va arribar a ser realitat la projectada Ciutat dels Estudis o dels Estudiants quan es van inaugurar els Instituts, però l'eixample va ser adquirint vida pròpia, marcada per llocs com els cinemes Astoria i Rex Avenida, la parròquia de la Sagrada Família, els citats centres d'ensenyament i sobretot per la Ciutat Esportiva, a la qual van ser afegint-se importants instal·lacions, com el velòdrom, els frontons, el poliesportiu… En 1993 s'inaugura el nou Estadi d'Anoeta.
Entre els esdeveniments més importants, el 9 de juliol de 1949 hi van fer la seva entrada en l'actual avinguda de Madrid els dos-cents “routiers” que participaven en l'etapa Bordeus – Sant Sebastià del Tour de França, guanyant al sprint el francès Louis Caput; el 1973 hi van tenir lloc els Campionats Mundials de Ciclisme en un velòdrom recentment cobert per a l'ocasió, i en els quals el polonès Kierzkowski va aconseguir la primera medalla d'or en un quilòmetre contra rellotge.
A més de les innombrables proves atlètiques internacionals, també mereix un esment especial els Mundials de Pilota Basca programats l'any 1970 en el frontó Anoeta, actual Frontó Atano III, que van passar a la història per llançar-se Joseba Elósegui Odriozola embolicat en flames enfront de Franco. En 1979 Amara convocaria les Sis Hores d'Euskadi.